# Lavaux-Oron
District de Lavaux-Oron är ett av de tio distrikten i kantonen Vaud i Schweiz. Huvudorten är Cully i kommunen Bourg-en-Lavaux.

## Indelning
Distriktet består av 16 kommuner:
| Vapen                   | Namn                    | Invånare 2023-12-31 | Yta i km² |
| ----------------------- | ----------------------- | ------------------- | --------- |
| Belmont-sur-Lausanne    | Belmont-sur-Lausanne    | 3 898               | 2,65      |
| Bourg-en-Lavaux         | Bourg-en-Lavaux         | 5 414               | 9,65      |
| Chexbres                | Chexbres                | 2 229               | 2,15      |
| Forel (Lavaux)          | Forel (Lavaux)          | 2 066               | 18,51     |
| Jorat-Mézières          | Jorat-Mézières          | 3 177               | 11,08     |
| Lutry                   | Lutry                   | 10 794              | 8,46      |
| Maracon                 | Maracon                 | 567                 | 4,38      |
| Montpreveyres           | Montpreveyres           | 639                 | 4,12      |
| Oron                    | Oron                    | 6 173               | 26,28     |
| Paudex                  | Paudex                  | 1 536               | 0,49      |
| Puidoux                 | Puidoux                 | 3 008               | 22,86     |
| Pully                   | Pully                   | 19 287              | 5,86      |
| Rivaz                   | Rivaz                   | 326                 | 0,31      |
| Saint-Saphorin (Lavaux) | Saint-Saphorin (Lavaux) | 388                 | 0,89      |
| Savigny                 | Savigny                 | 3 449               | 16,01     |
| Servion                 | Servion                 | 2 174               | 6,32      |

Samtliga kommuner i distriktet är franskspråkiga.